# История создания армянского алфавита
После принятия христианства в Армении возникла необходимость в создании национального алфавита. Эта потребность была обусловлена общей политической, культурной и идеологической обстановкой в Армении. Задачу по поручению армянской церкви осуществил Месроп Маштоц приблизительно в 405 году. Некоторые историки склоняются к выводу, что Маштоц не изобретал заново армянский алфавит, а использовал не сохранившиеся к настоящему времени древнеармянские письмена. Удачно отражая фонетику армянского языка, алфавит Маштоца способствовал не только распространению христианства в Армении, но и развитию армянской литературы и поэзии с раннего Средневековья.
История происхождения армянского алфавита известна несравнимо лучше, чем история любого другого алфавита.

## Предыстория

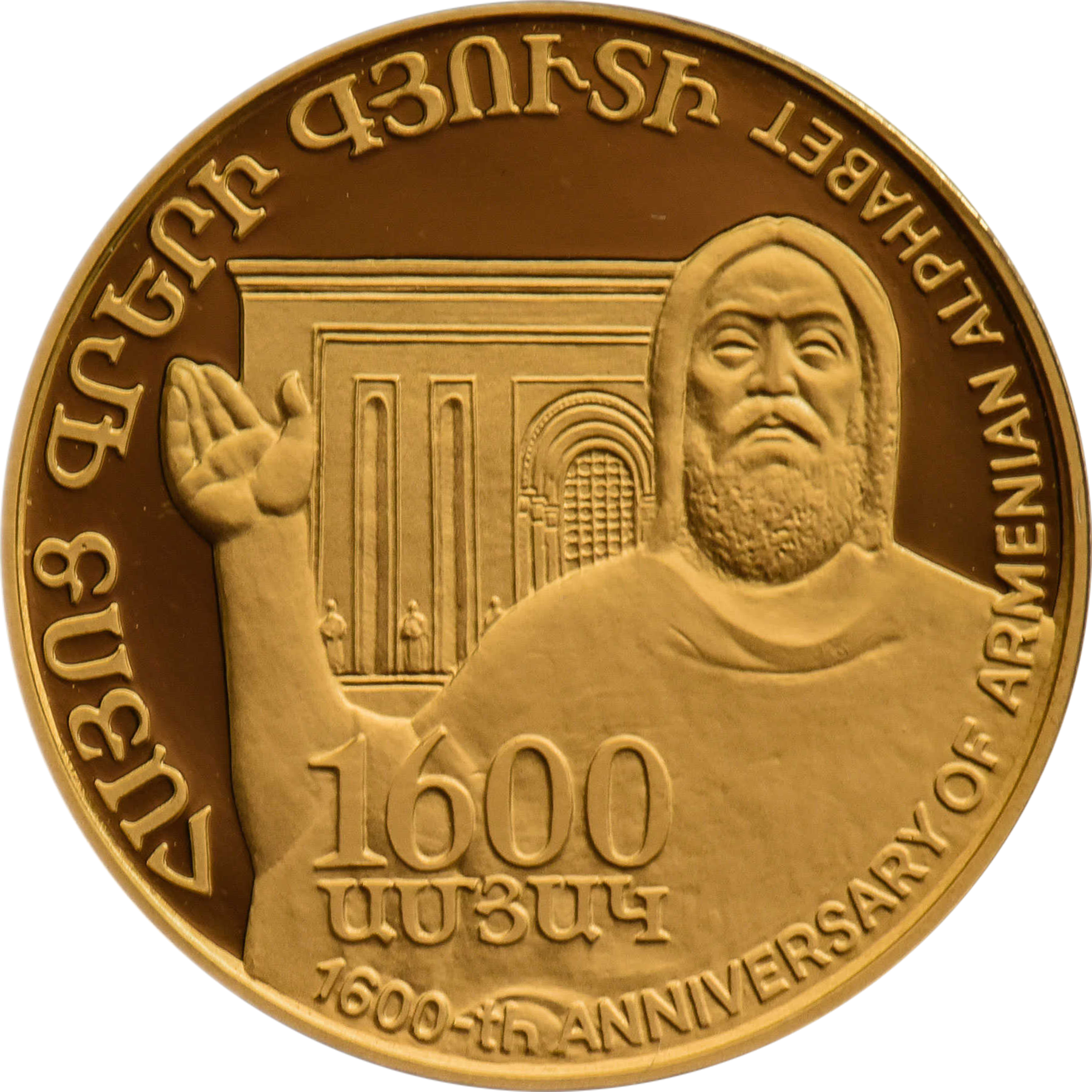
Памятная монета «К 1600-летию создания армянского алфавита»

### Борьба христианства с язычеством
Существует мнение, согласно которому, ещё в III—I вв. до н. э. у древних армян существовали особые «жреческие письмена», которыми создавались храмовые книги и летописи. В начале I века н. э. Филон Александрийский сообщал о существовании армянского перевода одного из трудов Метродора Скепсийского. Однако ничего из дохристианской письменности на армянском языке не сохранилось.
В начале IV века государство Великая Армения официально приняло христианство в качестве государственной религии ещё до того, как оно было уравнено в правах с язычеством императором Константином Великим в Римской империи. Новое вероисповедание, оставаясь религией правящего класса, распространялось среди простого народа медленно. Библия была написана на чуждых народу греческом и сирийском (арамейском) языках.
В 387 году Армения была разделена между христианской Римской империей и зороастрийской Персией. При ослаблении армянского царства армянское язычество,  близкое к персидскому зороастризму, вновь усилилось. К концу IV века создание армянского письма и перевод на него Библии стали необходимым условием сохранения христианством статуса господствующей религии в Армении.

## Исторические источники
Главным источником изучения истории создания армянской письменности является труд «Житие Маштоца» Корюна, который был учеником и биографом Месропа Маштоца. Труд написан сразу после смерти Маштоца в 440-х годах по поручению католикоса Армении Иовсепа Вайоцдзорци.
Следующим важным первоисточником является «История Армении» Мовсеса Хоренаци, написанная в 480—490-х годах. Хоренаци тоже был учеником Маштоца и писал как очевидец и непосредственный участник событий.
Важные дополнения к ним сделал Лазарь Парпеци — последний из историографов V века. Парпеци был учеником Агана Арцруни — одного из учеников Маштоца. Он сделал прямую ссылку на Корюна, как на достоверный источник: «Если кто желает всё это достоверно знать, пусть он осведомится из Истории желанного мужа Корюна, ученика блаженного Маштоца, прочитав историю-жизни его... письмен.., что и мы, многократно читая, достоверно познали».
Существуют также раннесредневековые источники (например, «Истории святого патриарха Саака и вардапета Маштоца», IX век; «О жизни и смерти св. вардапета Месропа» Карапета Саснеци, XII—XIII века), сведения из которых, в основном, повторяют авторов V века и исторической наукой не рассматриваются как основные первоисточники.

### Месроп Маштоц

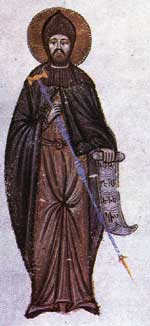
Святой Месроп Маштоц, рукопись 1651 года.

Выходец из крестьянской семьи Месроп Маштоц (ок. 361—440) посвятил свою жизнь распространению христианства на территории Армении. Один из старших учеников Маштоца Хоренаци отмечал проблему, с которой столкнулся Маштоц в ходе проповедей:
| «Однако во время своего проповедничества блаженный Месроп испытывал немало трудностей, ибо он был одновременно и чтецом, и переводчиком. Если же читал кто-либо другой, а его при этом не было, то народ ничего не понимал за отсутствием переводчика. Поэтому он замыслил изобрести письмена для армянского языка и, всецело отдавшись этому делу, тяжко трудился, перебирая разные способы». |

Маштоц отправился в Вагаршапат, где вскоре при католикосе Сааке Партеве собрался специальный церковный собор — «созыв совета блаженных братьев, пекущихся о стране (армянской) дабы создать алфавит для армянского народа (Корюн).

### «Данииловы письмена»
Достоверно известно, что до создания армянской письменности по настоянию специального церковного собора, организованного католикосом и Маштоцем, в Армению были привезены так называемые «данииловы письмена». Персидский царь Врам поручил армянскому царю Врамшапуху отправиться в Месопотамию в связи с изгнанием Иоанна Златоуста, где Врамшапух и узнал о наличии «данииловых письмён».
Относительно этих событий Хоренаци писал: 
| «В те времена Аркадий заболел, и в Византии из-за Иоанна Великого имели место большие волнения и пожары; Греческое государство погрузилось в смуты, войска сражались между собой и с персами. Поэтому Врам повелел нашему царю Врамшапуху спуститься в Месопотамию, навести там порядок и рассудить должностных лиц двух сторон. Тот отправился и привёл всё в порядок, но испытал немалые трудности из-за секретаря, так как с тех пор, как Месроп оставил царский двор, там не было ни одного опытного писца, ибо применялось персидское письмо. По этому поводу царю представился некий священник по имени Абел и обещал добыть для армянского языка письмена, приспособленные его другом епископом Даниелом. Царь не обратил на это внимания, но, прибыв в Армению, застал всех епископов собравшимися у Саака Великого и Месропа … Поэтому он послал в качестве вестника одного из почтенных мужей нашей страны, близкого ему человека из рода Хадуни, по имени Вагрич. Отправившись вместе, они крепко усвоили от Даниела начертанный в давние времена ряд букв, расположенный в порядке греческого (алфавита) и вручили его по возвращении Сааку и Месропу». |

Греческий патриарх Иоанн Златоуст (ок. 347—407) был окончательно низложен и изгнан из Константинополя в начале июня 404 года. Сразу после этого, действительно, сгорели церковь и здание Сената, были сожжены дома знати, о чём Хоренаци писал: «имели место большие волнения и пожары». Из всех этих данных следует, что армянский царь отправился в Месопотамию для примирения сторон не ранее лета 404 года. Там царь узнал о «данииловых письменах», однако этот алфавит, как сообщает Хоренаци, был доставлен в Армению после возвращения Врамшапуха — по всей вероятности, в том же 404 году. С этой целью с царской грамотой в северную Месопотамию был отправлен специальный посланник царя — князь Вагрич Хадуни. Последний встретился с приближённым епископа Даниила, неким иереем Абелом, с помощью которого удалось приобрести новонайденные письмена.
Царь Врамшапух приказал ввести в стране новый алфавит и вести обучение по этим письменам. Маштоц получил звание «вардапета» (учителя). Биограф Маштоца писал:

«Затем блаженные радетели, взяв внезапно найденные (письмена), попросили ещё у царя отроков, дабы иметь возможность применить (на деле) письмена. И когда многие из них усвоили, приказал (царь) повсюду обучать этими же (письменами). Тем самым блаженный (Маштоц) был удостоен прекрасного звания вардапета. Около двух лет он занимался преподаванием и вёл (занятия) этими письменами.»

Однако через некоторое время оказалось, что «данииловы письмена» не способны служить фиксацией армянского языка и в этом смысле неполноценны. Корюн писал: "выяснилось, что эти письмена недостаточны, чтобы выразить (всё) силлабы-слоги армянского языка…„. Хоренаци добавил: „…пришли к убеждению, что этой письменности, с её полученными как подаяние буквами, недостаточно для точного выражения звуков, произносящихся в армянской речи“.
О происхождении „данииловых письмён“ в исторической науке были озвучены разные мнения. Так, в 1892 году И. Арутюнян в своём исследовании предложил идею, согласно которой „данииловы письмена“ доказывают существование оригинального алфавита у древних армян в эпоху язычества. В статье „О вопросе домаштоцевской армянской литературы“ Г. А. Абрамян поддерживает это мнение, ссылаясь на ряд сведений из исторических источников. Лео и Г. Ачарян отвергли концепцию существования домаштоцевской армянской письменности. Немецкий учёный-арменовед Йозеф Маркварт считал возможным, что „данииловыми письменами“ в своё время могли быть созданы памятники письменности и осуществлены переводы, что было раскритиковано М. Абегяном. Некоторые современные учёные считают вероятным, что „данииловы письмена“ были основаны на семитском письме, в котором гласные звуки не были ясно обозначены. „Данииловы письмена“, по их мнению, не могли выразить богатую согласную структуру армянского языка, а также некоторые гласные звуки. Таким образом, Месроп Маштоц был вынужден лично отправиться в северную Месопотамию для создания полноценного алфавита.

## Создание алфавита

### Экспедиция в Месопотамию

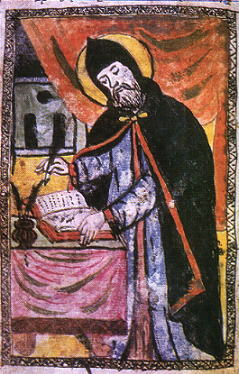
Месроп Маштоц, рукопись 1776 года

После провала попытки использования «данииловых письмён» Маштоц по поручению армянского царя Врамшапуха (известны несколько указов, выпущенных Врамшапухом в эти годы) и католикоса Саака Партева с группой учеников отправился в северную Месопотамию, в города Амид, Эдесса, затем в Самосата. Согласно Хоренаци, он также встретился с епископом Даниилом, но безрезультатно. В Амиде встречался с епископом Акакием. В Эдессе Маштоца принял епископ города Бабилас. В эдесской библиотеке он встретился с её владельцем, неким ритором Платоном, который указал ему другого ритора — Епифания (последний оказался умершим). Биограф Маштоца писал:
| «Потому и блаженный Маштоц, по велению царя (Врамшапуха) и с согласия святого Саака, взял с собой группу отроков и, простившись друг с другом священным лобзанием, двинулся в путь в пятом году царствования царя армянского Врамшапуха и прибыл в страну Арама, в два сирийских города, из коих первый называется Эдессой, а второй — Амидом. Представился он (Маштоц) святым епископам (этих городов), первого из них звали Бабиласом, второго — Акакием. Они вместе с духовным причтом и князьями этих городов вышли навстречу и, оказав много почестей прибывшим, позаботились о них, как подобает носящим имя Христа. А любящий своих учеников вардапет (Маштоц), разделив на две группы отроков, поехавших с ним, поставил одних (изучать) сирийскую письменность (в городе Эдессе), а других отправил оттуда в город Самосат (изучать) греческую письменность.». |

После долгих научных изысканий, изучив разные алфавиты и письменные системы в Эдессе, к 405—406 годам Маштоц создал 36-буквенный армянский алфавит. Известно, что в ходе своего визита Маштоц побывал в эдесском книгохранилище, где, согласно предположениям, вёл основные научные работы. В работе над созданием алфавита Маштоц использовал как греческую, так и другие системы письма. Научный вопрос, поставленный перед Месропом Маштоцем, был действительно сложным. При наличии нескольких десятков диалектов необходимо было определить фонетические нормы для общего литературного языка (7 букв передавали гласные звуки, а 29 — согласные); выбрать один из видов письма, в частности, — слева направо (как в греческом) или справа налево (как в ассирском); иметь ли отдельные буквы для гласных звуков или создать диакритические знаки для их обозначения и так далее.
| «Так претерпел он много лишений в (деле) оказания доброй помощи своему народу. И ему было даровано такое счастье всемилостивейшим богом святой десницей своей, он, как отец, породил новое и чудесное дитя — письмена армянского языка. И там он, поспешно начертал, дал названия и расставил (письмена по порядку), расположил (их) по силлабам-слогам». |

После этого Маштоц отправился в город Самосата, где с греческим писцом и каллиграфом Ропаносом закончил техническое начертание армянских письмён: «окончательно начертал все различия письмен (букв) — тонких и жирных, коротких и длинных, отдельных и двойных и приступил к переводам…».
Согласно данным биографа Маштоца, Корюна, экспедиция продолжалась около одного года. По сообщению Парпеци, католикос Саак предоставил Месропу Маштоцу группу учёных-монахов, вместе с которыми тот окончательно определил фонетические и орфографические нормы армянского языка.
После создания армянского фонетического алфавита, на армянский язык стали переводиться как церковные книги, так и исторические, философские и прочие труды. Создав армянский алфавит, Маштоц стал основоположником армянской национальной письменности. Первым предложением, написанном новыми буквами, было «Познать мудрость и наставление, понять изречения разума» (Притчи 1,1).
Авторы академической «Всемирной истории» высоко оценили результаты историко-лингвистической деятельности Маштоца:

«Он [армянский алфавит] был основан на весьма тонком понимании фонетики языка, для которого создавался. Алфавит Маштоца почти без изменений существует до сих пор. … Армения получила систему письменности, не только отличную от иранской, но и значительно более доступную для народа, чем иранская; последняя вследствие своей сложности была вполне понятна лишь профессиональным писцам. Этим отчасти и объясняется богатство армянской литературы по сравнению со среднеперсидской»

## Исследования

### История исследований

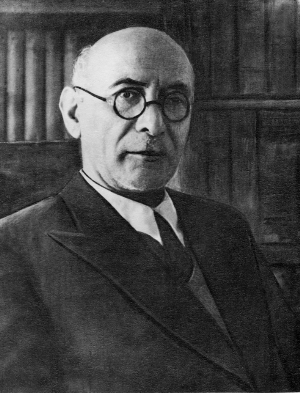
Академик Грачья Ачарян — автор нескольких исследований, посвящённых истории создания армянской письменности.

Проблемой датировки создания армянского алфавита историки и лингвисты занимались с конца XVIII века. Первое научное исследование по этому вопросу принадлежит М. Чамчяну, венецианскому мхитаристу, который в своём капитальным труде «История Армении» (т. 1-3, 1784—1786) в качестве даты создания армянского алфавита предложил 408 год. В середине XIX века французский ориенталист-лингвист и историк М. И. Броссе назвал периодом создания армянского алфавита промежуток 408—410 годов. В XIX — начале XX века учёные Адонц, Манандян, Маркварт, Абегян, Тер-Мкртчян, Акинян и др. предложили датировки в диапазоне между 382 и 416 гг. В начале XX века общепризнанной датой был предложенный армяноведом Г. Тер-Мкртчяном диапазон 412—416 годами.. На основании этого в 1912 году даже отмечалось 1500-летие создания армянского алфавита.
В 1925 году профессор Н. Адонц в статье «Неизвестные страницы жизни Маштоца и его учеников» отверг датировку Тер-Мкртчяна, основываясь на сочинениях патриарха Фотия. В одной из глав труда «Библиотека» говорилось о неком Мастубиосе (греч. Μαστούβιος) из Армении, для которого Феодором Мопсуестским был написан церковный трактат. Используя известные биографические данные Феодора Мопсуестского, Адонц пришёл к выводу, что предполагаемая встреча (в северной Месопотамии) между Маштоцем и Феодором Мопсуестским должна была произойти не позднее 383—392 гг. В 1937 году на основании более широких исследований Адонц отказался от своей первоначальной концепции, предложив датировку 405 годом..
Значительный вклад в рассматриваемый вопрос внёс академик Я. А. Манандян. В своих исследованиях рукописей позднего периода Манандян поддержал первоначальное мнение Адонца, концентрируясь на периоде 391—392 гг. Однако критический анализ этих рукописей показал их неточность и недостоверность. Более поздние исследования также отметили противоречия в указанных трудах Манандяна.
На основании новых исследований первоисточников историки и лингвисты с середины XX века определяют дату создания армянского алфавита как 405—406 гг..
В труде «История алфавита» (1899 г.) английский исследователь Ис. Тейлор отмечает, что при создании алфавита Маштоц, главным образом, использовал греческий алфавит.
Исследованиям истории создания армянского алфавита посвящены отдельные монографии.

### Современные исследования
Алфавит Маштоца каждому звуку ставит в соответствие одну букву. Армянский язык точно отображался 36 фонетическими единицами, из которых только 7 были гласными. Древнеармянские историки оставили мало сведений о том, по какой системе и какую письменность использовал Маштоц в своей работе. Согласно Хоренаци, «он создал наши письмена, придав совместно с Ропаносом окончательную форму готовым месроповым буквам посредством отлаживания армянских знаков в соответствии со складностью эллинского алфавита». Лингвист Т. Гамкрелидзе предположил следующий путь, по которому Маштоц создавал алфавит для армянского языка.
Как и для других алфавитных систем письма, разработанных для христианских письменностей, в качестве образца была взята греческая система письма. Каждому знаку греческого алфавита по порядку Месроп поставил фонетически соответствующий звук армянского языка. Но, так как армянский язык отличается от греческого большим количеством консонантных фонем (согласных звуков), то для отражения специфически армянских звуков были добавлены новые символы. Эти добавочные знаки, начиная с 8-го, Месроп достаточно случайным образом вставил в различные места алфавитного ряда, в целом следующего греческому. Также из греческого алфавитного ряда устранены фонетические единицы, чуждые армянскому языку.
Месроп применил совершенно иную, отличную от греческого алфавита, графическую систему начертания букв. Армянские буквы, выражающие эквивалентные звуки в греческом, ничем не напоминают соответствующие знаки в греческом алфавите. Благодаря такому графическому начертанию букв древнеармянскую систему письма безуспешно пытались вывести из семитской, среднеперсидской, арамейской письменностей. Исследователи отмечают, что наиболее близкие графические связи древнеармянское письмо проявляет с эфиопской письменностью. Это выражается в добавлении к основному знаку элемента для образования  другого знака для обозначения фонетически близкого звука. Одним из прототипов для новой письменности, вероятно, послужил и арамейский алфавит.
Говоря о графическом начертании алфавита, Корюн пишет, что Маштоц:«окончательно начертал все различия письмён [букв] — тонких и жирных, коротких и длинных, отдельных и двойных». Большинство исследователей под неясными терминами Корюна «тонкие и жирные, короткие и длинные, отдельные и двойные» видит каллиграфические подробности в начертании отдельных частей букв или различные шрифты. Так, К. Кафадарян полагает, что Маштоцем были созданы три шрифта: а) кругловатый устав; б) прямолинейный устав; в) нотргир. Иного мнения Г. Севак, который полагает, что термины Корюна имеют отношение к фонетике армянского языка.
Вопросы графического происхождения месроповских букв особо рассматриваются в монографиях Г. Ачаряна и Г. Севака. Американский лингвист Чарльз Фергюсон отмечает, что Маштоц при создании алфавита стремился добиться заметного графического отличия и от греческого и от сирийского алфавитов, использовавшихся соседними народами.
Учёные (X. Гюбшман, А. Мейе, И. Маркварт и др.) единодушны, что маштоцевский алфавит был наиболее совершенным фонетическим письмом своего времени.

## Древнейшие памятники на письме Месропа

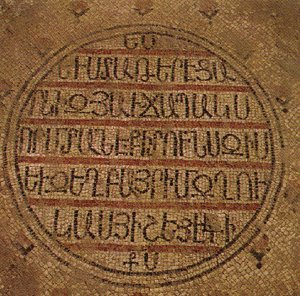
Армянская надпись-мозаика из Иерусалима. Датируется 2-й половиной VII века.

Самые ранние памятники на армянском алфавите дошли до нашего времени в виде манускриптных фрагментов и церковных надписей, датируемых 2-й половиной V века. Ранние памятники армянской письменности обнаружены в Назарете и Синае. Самые ранние сохранившиеся манускрипты на армянском с точной датировкой относятся к IX веку. До развития рукописей, потребовавших изменения в форме букв с целью упрощения письма, существовали только заглавные буквы с прямым начертанием. Одним из древнейших точно датированных памятников на этом языке является надпись, сделанная католикосом Комитасом на западной стене церкви Святой Рипсиме в 618 году.
Каллиграфическая форма письменности, созданная Месропом Маштоцем, называется «еркатагир», он известен в науке также названиями «округлый» и «собственно месроповский». Другая форма этого шрифта — «прямолинейный еркатагир». Еркатагир доминировал вплоть до конца XIII века. С этого периода доминировал «болоргир», мало отличающийся от еркатагира и представляющий его уменьшенную форму. В средние века существовали также формы «шхагир» и «нотргир».

## Датировка создания армянского алфавита
Сведения из первоисточников позволяют установить точную дату создания армянской письменности как 405/406 годы, если привязываться ко времени возвращения Месропа Маштоца из экспедиции в Месопотамию. Целью экспедиции была разработка армянского алфавита, и возвращение Маштоца принимается за успешное завершение этой миссии:
| «Миссия Маштоца — настоящая научная, быть может, первая в мире, лингвистическая экспедиция, поставившая своей целью выработку алфавита». |

### Сведения из первоисточников

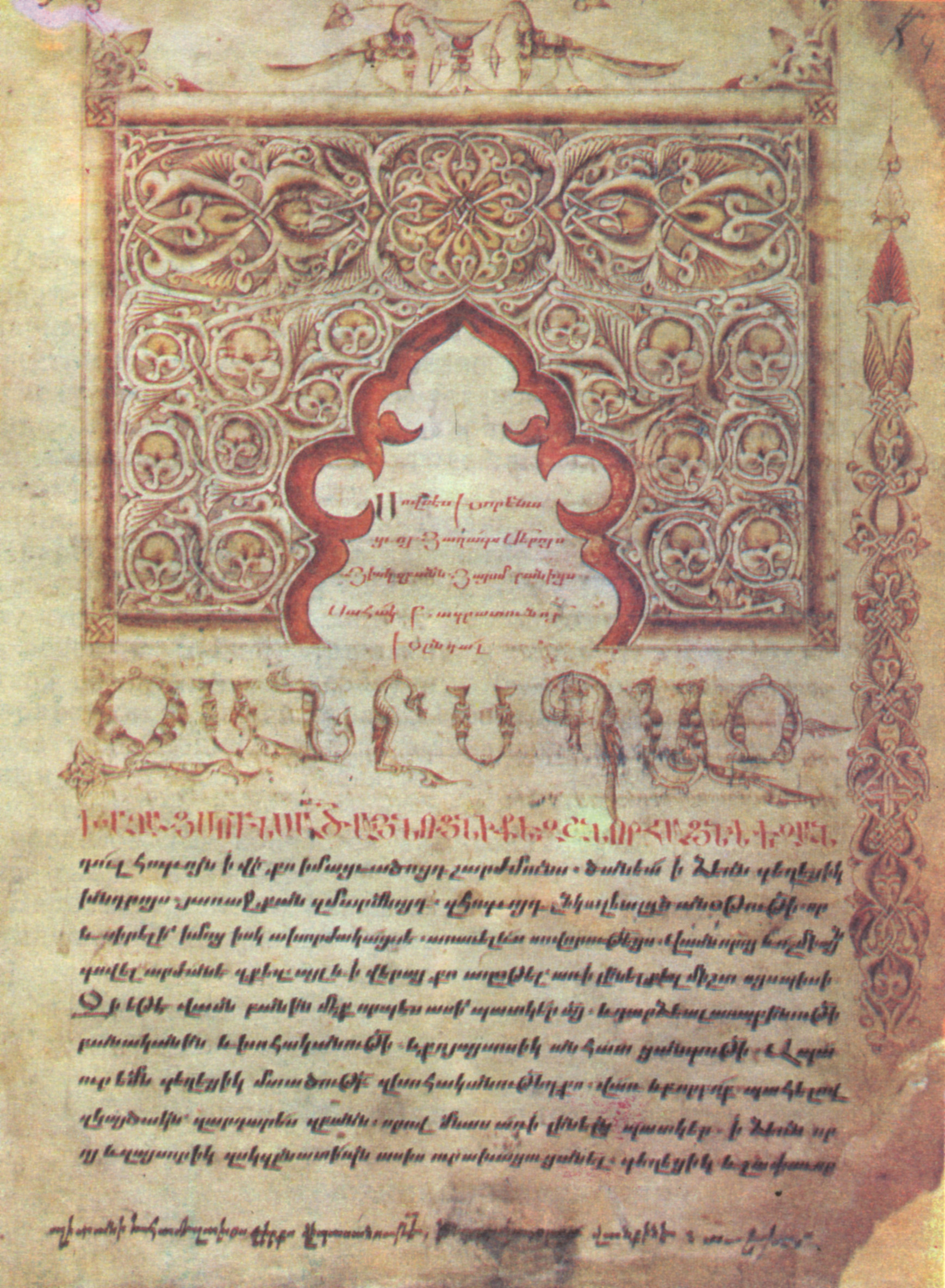
Страница рукописи «Истории Армении» Хоренаци

Хоренаци сообщает: «По смерти Аркадия на престоле его сменил его сын, названный Феодосией Малым … В это время вернулся Месроп с письменами нашего языка… ». Как время низложения греческого патриарха Иоанна Златоуста, так и хронология правления византийских императоров в науке чётко согласованы и конкретизированы. Император Феодосий II пришёл к власти в мае 408 года. Однако следует учитывать, что Хоренаци традиционно привязывается к хронологии правления византийских императоров, что достаточно приблизительно позволяет связать события (возвращение Маштоца и смена императоров) в течение нескольких лет.
Сообщение Корюна позволяет уточнить время создания современного армянского алфавита. Так, он прямо указывает: «…а армянская письменность берёт начало своё с восьмого года Иазкерта». Даты правления персидских царей хорошо уточнены в исторической науке. Достоверно известно, что царь Иездигерд I возглавил Сасанидское царство в 399 году, в таком случае 8-й год его правления падает на 406 год. Это дата подтверждается другим указанием Корюна: «…а со дня (создания Маштоцем) армянской письменности до кончины Святого (Маштоца) — тридцать пять лет, что следует подсчитать следующим образом … и в первом же году царствования Иазкерта второго, сына Врама, умер блаженный…». Хоренаци точно указал дату смерти Маштоца: «По прошествии же шести месяцев после кончины святого Саака, тринадцатого (числа месяца) мехекана (февраль) в городе Валаршапате отошёл от этого мира и блаженный Месроп». По этой хронологии Маштоц скончался 17 февраля 440 года. Отняв от 440 года 35 лет, включая год его кончины, вновь получается 406 год как время создания армянской письменности.
406 год  как дата создания Маштоцем армянского алфавита подтверждается ещё одним указанием Корюна:
«Благополучно проехав много поселений, с радостной душой прибыл (Маштоц) в страну Армению, в края Айраратской области в пределы Нор Калака (Вагаршапата), в шестом году (царствования) Врамшапуха, царя Великой Армении».
Согласно «Аркаяцанку», списку армянских царей, Врамшапух правил с 400 года. Шестой год его царствования будет 405 (если 400-й год принять в качестве 1-го) или 406 год. Биограф Маштоца сообщает, что преподавание так называемыми «данииловыми письменами» велось «около двух лет» (с 404 года). Это сообщение фактически подтверждает вышеуказанную историческую дату.
Существуют другие, косвенные данные, уточняющие исторический промежуток деятельности Месропа Маштоца в северной Месопотамии. Известно, что в ходе своей миссии Маштоц имел встречи с некоторыми представителями культурно-духовной элиты Амида, Эдессы и Самосата. Корюн и Хоренации сообщают, что в Эдессе Маштоц имел встречу с епископом Бабиласом. Эдесский епископ Пакида, он же Бабилас в армянских источниках, служил в церкви с 23 ноября 398 по 1 октября 409 года. Другой епископ, с которым Маштоц имел встречу, был амидский епископ Акакий, занимавший этот пост в 400—425 годы.

## Распространение письменности в V веке

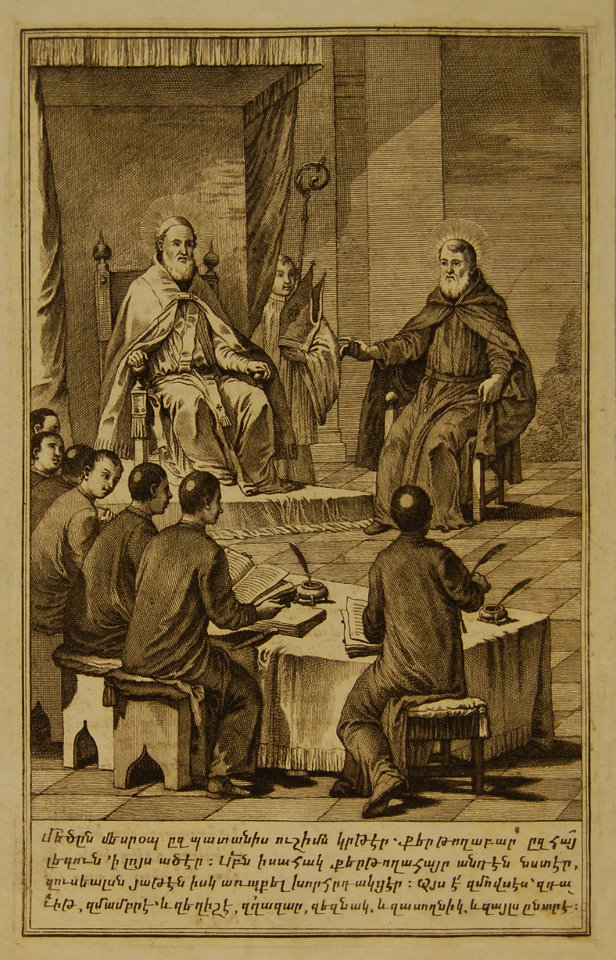
Маштоц, Саак Партев и их ученики. Гравюра XVIII века

Сразу по завершении работ над созданием армянского алфавита, Маштоц с группой учеников, часть которых осталась в Эдессе изучать сирийскую письменность, а другая была отправлена в Самосату для изучения греческой письменности, возвратилась в Армению. Корюн писал: «Благополучно проехав много поселений, с радостной душой прибыл в страну Армению, в края Айраратской области в пределы Нор Калака (Вагаршапата)».
В стране развилось огромное культурно-просветительное движение. С разных концов Армении прибывали ученики в новооснованную Вагаршапатскую семинарию. Маштоц же продолжал просветительскую миссию на окраинах Армении. Он снова отправляется в Голтн, в своё прежнее поместье в Нахичеване, где в своё время твёрдо решил создать армянские письмена для перевода Библии на родной язык. Как и раньше, Маштоц имел сильную поддержку со стороны государства (царская власть в Восточной Армении существовала до 428 года). По сообщению биографа Маштоца
| «вскоре (Маштоц) получил повеление царя начать (обучение) с диких (жителей) краёв маров, которые были труднодоступны не только из-за дьявольско-сатанинских чудовищных нравов, но также из-за весьма ломанного и грубого языка.». |

Затем он пребывает в Сюник. По завершении визита в Иберию и некоторые области Восточной Армении с группой учеников и соратников отправляется в Византию для основания армянских школ в западных областях Армении, находившихся под византийским владычеством.
Точное время распространения нового армянского письма на территории Западной Армении уточнено историками, что имеет довольно важное значение с точки зрения построения достоверной хронологии армянской письменности и культуры. Анализ исторических первоисточников показывает, что просветитель Месроп Маштоц смог основать армянские школы и распространять письменность в западной части Армении (в V веке, только провинции Цопк и Бардзр Айк) не ранее 420-х годов. Так, распространение армянской письменности в Западной Армении Хоренаци чётко связывает со временем смерти Язкерта (Иездигерда) I и убийства его сына — ставленника в Армении Шапуха. Хоренаци пишет: 
| «…он (Шапух) немедленно отправляется в путь… Но едва успел Шапух достигнуть Ктесифона, как его отец Язкерт скончался… В тот же день и сам он был там же предательски убит придворными… В эти же дни в Персии воцарился Врам». |

По сведениям историографа, Армения оставалась «на три года в состоянии безвластия, сопровождавшегося великими смутами и волнениями, подверглась разрухе и запустению». Парфянский царь Язкерт I скончался в 420/421 году и власть унаследовал Варахран V. Маштоцу пришлось в эти трудные для Армении времена отправится в Византию, чтобы получить от императора Феодосия II разрешение открыть школы и распространить новый алфавит для «другой половины армянского народа, находившейся под властью императора ромеев». Ближайшим сподвижником Маштоца всегда был католикос Саак. Хоренаци продолжает: «Когда Саак Великий увидел все эти бедствия, охватившие персидский удел (смерть Шапуха и Язкерта, безвластие в Армении) … он посылает Месропа и своего внука Вардана в Византию к царю Феодосию». На границе Маштоц встречается с военачальником византийских войск в Западной Армении Анатолием, который письмом сообщает императору о его намерениях. На пути в Константинополь Месроп оставляет группу учеников в г. Мелитена у епископа Акакия  и со внуком католикоса Варданом Мамиконяном отправляется в Константинополь. Там Маштоц получает окончательное разрешение у императора Византии Феодосия II (408—450) «со скреплёнными печатью императорскими грамотами» (sacra rescripta), и у греческого патриарха Аттика (405—425). От византийских властей он получил также титул «акумит», был рукоположён «экклесиастиком», записан в числе первых наставников. Хоренаци пишет: «Месроп и стрателат Вардан по прибытии застали полководца Анатолия близ нашей границы… Немедленно началось преподавание, и очень скоро обучили западную сторону подобно восточной».

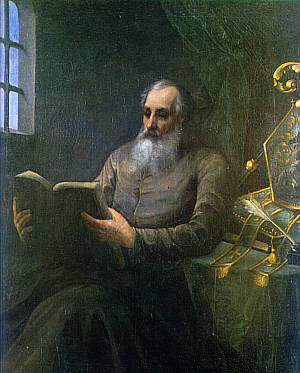
Католикос Саак Партев

— Из письма греческого патриарха Аттика к армянскому католикосу (Хоренаци, III, 57):
| «Повелев рассмотреть письмо, мы узнали содержание изложенного тобой и тяжко обвинили тебя за то, что ты всем сердцем предался царю язычников, а нам не счёл нужным представиться даже письменно. И в ещё большей степени вменяем тебе в вину то, что, пренебрегая мудрецами нашего города, ты обратился за научными открытиями к каким-то сирийцам. Поэтому мы были удовлетворены тем, что наши подданные пренебрегли таким учением… Но так как Месроп рассказал нам, что своим возникновением это искусство обязано благодати свыше, то мы распорядились, чтобы обучались (ему) со всем усердием…» |

Все затраты и прочие издержки должны были оплачиваться из византийской царской казны. Политическая обстановка в Армении с приходом к власти в Персии Врама V начинала стабилизироваться, что безусловно помогло дальнейшему распространению в разных уголках страны армянской письменности. Хоренаци также свидетельствовал: «…Тогда Саак Великий стал получать послания от многих нахараров с просьбой прибыть к ним и сплотить их всех воедино … По просьбе нахараров он (Врам V) назначает царём Армении Арташеса». Таким образом, историк дословно указывал, что просветительская миссия Маштоца в Западной Армении произошла в момент прихода к власти в Персии Врама V и продлилась до назначения им царя Армении Арташеса IV-го. Это явствует также из названия соответствующей главы его «Истории» — 
| «Об обучении наших западных краёв и водворении всеобщего мира; о вступлении на престол Арташира». |

Итак, сообщения первоисточников не оставляют никаких сомнений, что в Западной Армении армянские школы были открыты между 420—422 гг.
После возвращения из Западной Армении, Мащтоц побывал в Кавказской Албании. На пути из Албании в Иверию (второй визит), он посетил Гардман, где был принят князем Хурсом. Просветительскую деятельность развивал также в Ташире.

## Концепция воссоздания армянской письменности
До настоящего времени является дискуссионным вопрос о том, придумал ли Месроп Маштоц начертание и структуру армянского алфавита, или же воспользовался неизвестными современным исследователям древнеармянскими письменами, утраченными во времена Месропа в самой Армении.
Предполагается, что (как и в случае с кириллицей и греческим алфавитом) прототип маштоцевского алфавита употреблялся в Армении задолго до Месропа Маштоца как вариант древнесемитского письма. Существует гипотеза, что его отменили с принятием христианства как «языческий», а Маштоц был инициатором его восстановления и огосударствления. По этому поводу крайне примечательное сообщения оставил Хоренаци, цитируя письмо армянского католикоса к императору Византии: 

«они даже не приняли письмён, которые, немало положив на это трудов в Сирийской стране, нашёл тот самый муж (Маштоц), коего я направил вашему благодетельству».

 
Для создания армянского алфавита Месроп Маштоц отправился в северную Месопотамию, на что обращают внимание сторонники концепции восстановления храмовых письмен. Для изобретения алфавита Маштоцу не обязательно было отправляться на чужбину. Он, согласно данной концепции, искал сохранившиеся образцы древнеармянских письмён. Феодосий II в письме к армянскому католикосу писал: 
 «И в ещё большей степени вменяем тебе за вину то, что, пренебрегая мудрецами нашего города, ты у каких-то сирийцев искал дар мудрости».
 Нередко делаются ссылки на первоисточники, в которых говорится о явных поисках Маштоца среди видных учёных и мудрецов. Хоренаци пишет:
 «Он указал ему на другого опытного мужа, по имени Епифаний, его бывшего учителя, который затем забрал в архиве Эдессы труды мудрецов и, удалившись, принял христианство. „Найди его, (сказал он), и твоё желание исполнится“ … ибо Епифаний уже умер и оставил ученика, удивительно искусного в эллинском писцовом деле, по имени Ропанос, уединившегося на Самосе (Самосате). Месроп, посетив его, и здесь также ничего не добившись, обращается к молитвам».

## Исторические источники
- Корюн. «Житие Маштоца» (440-e годы)
- Мовсес Хоренаци. «История Армении» (490-е годы)